# هاري مورتون فيتزباتريك
هاري مورتون فيتزباتريك (بالإنجليزية: Harry Morton Fitzpatrick) هو أخصائي فطريات وعالم نبات أمريكي، ولد في 27 يونيو 1886 في غرينوود في الولايات المتحدة، وتوفي في 8 ديسمبر 1949 في إثاكا في الولايات المتحدة.